# Сан Касијано (Сондрио)
Сан Касијано је насеље у Италији у округу Сондрио, региону Ломбардија.
Према процени из 2011. у насељу је живело 1370 становника. Насеље се налази на надморској висини од 229 м.